# Dicyphus bolivari
Dicyphus bolivari is een wants uit de familie van de blindwantsen (Miridae). De naam werd het eerst wetenschappelijk gepubliceerd door Lindberg in 1934.

## Uiterlijk
Deze 4 tot 5 mm lange, smalle, geelgroene wants is altijd macropteer. De voorvleugels zijn nagenoeg doorzichtig met donkere vlekken in de hoek van het corium en van de cuneus. De antennes zijn bruingeel maar het eerste segment is rood met lichte uiteinden. Hierin verschilt de soort van de sterk gelijkende Dicyphus errans, die een zwart eerste antennesegment heeft. Dicyphus bolivari lijkt ook erg op Dicyphus epilobii en die komt bovendien op dezelfde waardplant voor. Bij D. bolivari is de onderkant van het borststuk, net achter het eerste pootpaar, echter zwart, waar het bij D. epilobii egaal groen is.

## Leefwijze
De soort overwintert als eitje en kent twee generaties per jaar. De volgroeide dieren kunnen van mei tot oktober op natte voedselrijke bodem gevonden worden waar de waardplant, het harig wilgenroosje (Epilobium hirsutum) groeit. Naast het sap van deze plant eet de wants ook kleine insecten.

## Leefgebied
De wants leeft op oevers en moerassige plekken en komt voor in het Palearctisch gebied. De soort is in Nederland vrij algemeen.